# گومسان
گومسان (به لاتین: Geumsan County) یک منطقهٔ مسکونی در کره جنوبی است که در استان چونگچانگ جنوبی واقع شده‌است. گومسان ۵۷۵٫۹۸ کیلومتر مربع مساحت و ۶۰٬۷۴۰ نفر جمعیت دارد.